# Gaga Chromatica Ball
A Gaga Chromatica Ball egy televíziós különkiadás, amelyet Lady Gaga amerikai énekes-dalszerző rendezett és készített. A televíziós különkiadás a The Chromatica Ball elnevezésű turné egyik állomását dokumentálja, amelyet Gaga hatodik, Chromatica (2020) című stúdióalbumhoz rendeztek a Los Angeles-i Dodger Stadionban. A koncert különkiadás 2024. május 25-én került bemutatásra az HBO-n és annak streaming szolgáltatásán, a HBO Maxon keresztül.

## Háttér és gyártás
A The Chromatica Ball eredetileg egy limitált, hatnapos koncertsorozatként indult az év nyarán, Lady Gaga hatodik stúdióalbumának, a Chromatica (2020) népszerűsítésére. A Covid19-járvány miatti növekvő aggodalmak miatt a limitált koncertkörutat a következő év nyarára halasztották, majd később tovább tolták 2022-re.
Gaga hetedik önálló koncertturnéjának új dátumait 2022 márciusában jelentették be hivatalosan, és a turné a németországi Düsseldorfból indult el. A koncertturné három hónapig tartott, és szeptember 17-én ért véget a floridai Miami Gardensben. Minden koncert körülbelül két órás volt, és egy bevezetőre, négy felvonásra és egy fináléra tagolódott, és mindegyikhez egy-egy intermezzo is készült, amelyet az énekesnő régi munkatársa, Nick Knight rendezett. A turné kereskedelmi sikert aratott, és a kritikusok is elismerően nyilatkoztak róla. 20 koncertből és 834 000 eladott jegyből 112,4 millió dolláros bevételt ért el.
Gaga egy ismeretlen projekt felvételét jelentette be a 2022 szeptemberében a Los Angeles-i Dodger Stadionban megrendezett Chromatica Ball teltházas előadásához. Az énekesnő később, 2023 júniusában a közösségi média fiókjain keresztül megerősítette, hogy a közelgő projekt egy koncertfilm lesz. Megosztotta, hogy különböző más projektek mellett dolgozott a filmen, többek között befejezte a Joker: Kétszemélyes téboly (2024) forgatását, miközben egyedül is töltött egy kis időt „gyógyulással”. Gaga saját maga rendezte a különkiadást és producere is egyben a filmnek, Arthur Fogel és John Janick pedig executive producerek.

## Szinopszis

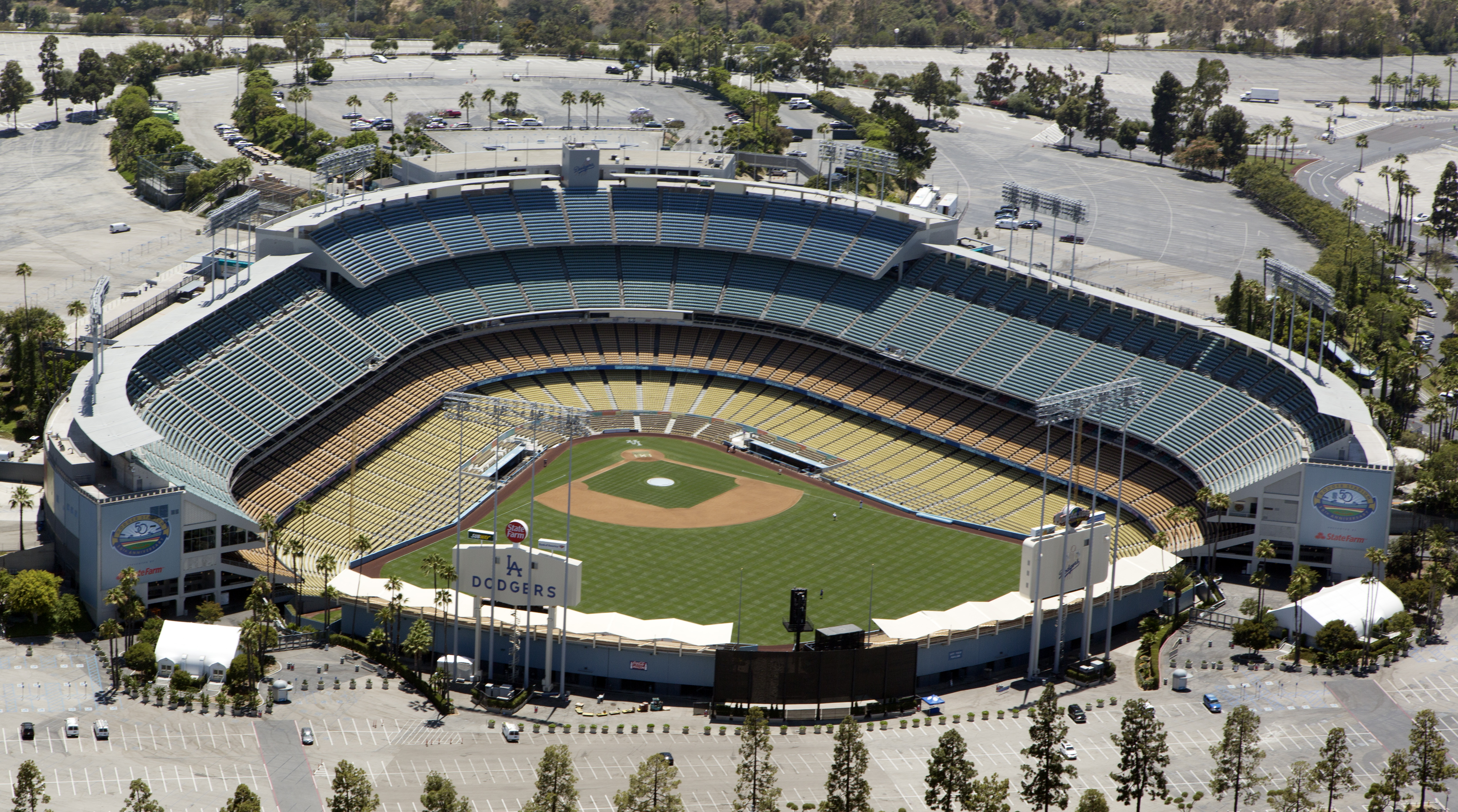
A koncertet a Los Angeles-i Dodger Stadionban vették fel

A körülbelül 120 perces előadás egy bevezetőre, négy felvonásra és egy fináléra tagolódott, amelyeket Nick Knight rendezésében videós bejátszások kísértek. Gaga útját mutatta be a bezártságtól a felszabadulásig. A bevezetőben Gaga a legrégebbi dalait adta elő. Gaga egy óriási betonlapra emlékeztető díszlet tetején jelenik meg, és elkezdi énekelni a Bad Romance-t, miközben mozdulatlanul áll egy szarkofágszerű bőrruházatban, és csak az arca látható; a Just Dance és a Poker Face alatt fokozatosan lekerülnek róla a kiegészítő kellékek.
Az első felvonást a látszólag vérbe borított Gaga nyitotta egy magasra emelt műtőasztalon az Alice című számmal, majd a Replay és a Monster következett intenzív koreográfiával. A második felvonásban egy domina szerelésben jelent meg a 911 és a Sour Candy dalokhoz, majd a Telephone-t énekelte lángszórók kíséretében. A LoveGame alatt a dance-popot heavy metal elemekkel ötvözte. A harmadik felvonás a Babylont és a Free Womant tartalmazta, majd a Born This Way zongorás előadása következett.
A negyedik felvonásban Gaga egy rovar-ihlette ruhát viselt, miközben egy kisebb színpadon zongorázott, és a Shallow, az Always Remember Us This Way, a The Edge of Glory és az Angel Down című dalokat énekelte. Az Enigma egy dinamikus produkciót vonultatott fel egy forgatható mikrofonállvánnyal. A fináléban a Stupid Love és a Rain on Me című dalokat adta elő kristályokkal díszitett bodysuitban, majd ráadásként a Hold My Hand című dal következett a Top Gun: Maverick (2022) című filmből. Mielőtt elhagyta volna a színpadot, Gaga egy titokzatos, „LG7 GAGA RETURNS” („LG7 GAGA VISSZATÉR”) felirattal zárta a filmet, ezzel bejelentve, hogy hamarosan új zenét jelentet meg.

## Megjelenés
2024. május 8-án Gaga a közösségi médián jelentette be a különkiadás megjelenési dátumát, a trailerrel együtt, amelyben elsősorban a Stupid Love – a Chromatica első kislemeze szerepelt. A koncertfilmet az HBO sugározta, és május 25-én vált elérhetővé a Maxon. 13 évvel korábban az HBO sugározta Gaga előző koncertfilmjét is, a Lady Gaga Presents the Monster Ball Tour: At Madison Square Gardent (2011); a csatorna ügyvezető alelnöke, Nina Rosenstein elmondta, hogy „izgatottak” voltak, hogy újra együtt dolgozhattak vele. 2024. május 23-án Gaga premier előtti vetítést tartott néhány szerencsés rajongónak Los Angelesben. Az eseményen a turné jelmezeit és kellékeit bemutató kiállítások mellett az énekesnő több kérdésre is válaszolt.

## Fogadtatás
A The Daily Beastnek írva Coleman Spilde dicsérte a különkiadást, mondván, hogy „az elejétől a végéig izgalmas néznivaló”, amely „Gaga nagy, szokatlan ötleteinek kifinomultságát” mutatja. Spilde kiemelte a Sour Candy és a Replay előadását, mint „különösen szórakoztató látványt”, és dicsérte Gaga képességét, hogy a műsor keretein belül „frissnek” tűnnek régebbi slágerei, mint a Just Dance és a Poker Face. Michael Major a Music Times-tól azt írta, hogy a Gaga Chromatica Ball bizonyítja, hogy Gaga „bármilyen formában képes kitűnni”, és hogy az „izgalmas” különkiadás ötvözi „díjnyertes filmes képességeit” az előadói képességeivel. Major hozzátette, hogy az olyan énekesnők, mint Taylor Swift és Beyoncé közelmúltbeli koncertfilmjeivel való összehasonlítás „felesleges”.
Joey Nolfi, az Entertainment Weekly munkatársa „őrültnek, pimasznak és szemérmetlenül poposnak” nevezte a különkiadást, és úgy érezte, hogy a turné videós átvezetőinek bevonása egyértelművé tette a Chromatica és a turné általános történetét és tematikus elemeit. Nolfi kiemelte a Sour Candy előadását is, míg a különkiadás zongorás szegmensét „erőteljesnek” nevezte.

## Dallista
Az alábbi dalok hangoznak el a koncertfilmben.
1. Bad Romance
2. Just Dance
3. Poker Face
4. Alice
5. Replay
6. Monster
7. 911
8. Sour Candy
9. Telephone
10. LoveGame
11. Babylon
12. Free Woman
13. Born This Way
14. Shallow
15. Always Remember Us This Way
16. The Edge of Glory
17. Angel Down
18. Fun Tonight
19. Enigma
20. Stupid Love
21. Rain on Me
22. Hold My Hand

## Külső linkek
- Gaga Chromatica Ball az HBO-n
- Gaga Chromatica Ball az Internet Movie Database oldalon (angolul)
- Gaga Chromatica Ball Hivatalos előzetes. YouTube